# Riccardo Sinigallia
Riccardo Sinigallia (Roma, 4 marzo 1970) è un cantautore e produttore discografico italiano.

## Biografia
Nasce a Roma negli anni settanta dove fin da adolescente si appassiona di musica e va alla ricerca della costruzione di un proprio gusto musicale. Figlio di madre dirigente della Durium e padre assicuratore-ristoratore (per un breve periodo musicista negli anni '60) che, da ragazzo, suonava la chitarra. Appena dodicenne comincia a scrivere le sue prime canzoni e inizia un periodo d'apprendistato su registratori a quattro piste, batterie elettroniche, chitarre e tastiere. Alla fine degli anni ottanta inizia a farsi notare nell'ambiente underground capitolino. La svolta professionale arriva infatti con la nascita del gruppo di cover 10 PM Band, formazione che annovera anche Emanuele Brignola, Niccolò Fabi, Costantino Ladisa, David Nerattini, Aidan Zammit e Francesco Zampaglione. Nel gruppo, che nel frattempo cambia nome in 6 Suoi Ex e comincia a presentare canzoni inedite, scrive, suona e canta per quattro anni nei centri sociali e nei club dei primi anni novanta, fino allo scioglimento avvenuto nel 1993.
Da qui, insieme al fratello Daniele Sinigallia, parte un percorso mai lasciato di passione e ricerca per il rapporto tra musica e testo, tra leggerezza e sperimentazione, tra armonia e sorgenti elettroniche, tra melodramma e punk. Nelle difficoltà di portare avanti un proprio progetto personale, si dedica a collaborare in qualità di autore e arrangiatore. Nel 1994 inizia la collaborazione come autore con Niccolò Fabi, di cui arrangia e produce insieme al fratello Daniele Sinigallia i primi due dischi Il giardiniere e Niccolò Fabi e di cui firma, tra le altre, canzoni come Dica, Capelli, Rosso, Vento d'estate e Lasciarsi un giorno a Roma. Nel 1997 firma e produce alcune canzoni del disco La favola di Adamo ed Eva di Max Gazzè, tra cui Cara Valentina, L'amore pensato e la già citata Vento d'estate. È dello stesso periodo il ritornello di Quelli che benpensano di Frankie hi-nrg mc, uno dei successi più popolari degli ultimi anni novanta. Ne dirigerà anche il videoclip, iniziando una lunga collaborazione che lo vedrà dietro alla macchina da presa anche da solo per molte delle sue produzioni musicali tra cui quella dei Tiromancino. Dopo aver prodotto il debutto di Niccolò Fabi, presentato da lui stesso alla Virgin, e aver dato il via alla carriera di Max Gazzè, nel 1999 prende parte al progetto La Comitiva, collettivo in cui figurano DJ Stile, David Nerattini, Francesco Zampaglione ed Ice One, di cui produce e scrive il disco Medicina buona, che prevede come ospiti Elisa, Erika, Franco Califano, Frankie hi-nrg mc, Malaisa, Phella e Truffa.
Nel 2000 contribuisce a far sì che il gruppo dei Tiromancino acquisisca fama a livello nazionale: è l'anno dell'uscita de La descrizione di un attimo, disco di cui cofirma la produzione e tutte le canzoni, tra cui quella che dà il titolo al disco, ma anche Due destini che sarà nei titoli di coda del film Le fate ignoranti di Ferzan Özpetek, e Strade, con cui partecipa in duetto al Festival di Sanremo 2000 conquistando il secondo posto nella sezione Giovani.
Il 2003 è l'anno del debutto da solista con il disco che porta il suo nome, anticipato dal singolo Bellamore. Crepuscolare fin dalla copertina, è un esordio più elaborato rispetto al passato. Il disco è accompagnato da quattro videoclip: Io sono Dio, Bellamore, Cadere e Solo per te, quest'ultimo con Valerio Mastandrea protagonista. Nel 2004 partecipa al Concerto del Primo Maggio. Nel 2005 viene invitato da Marina Rei a duettare sul palco del Festival di Sanremo nella canzone Fammi entrare, contenuta nel disco Colpisci e di cui è coautore.
Nel 2006 pubblica il suo secondo disco, Incontri a metà strada, preceduto dal singolo Finora che ha messo in luce una certa passione per la canzone d'autore italiana, ottima chiave di lettura per comprendere i cambiamenti che caratterizzano questo secondo lavoro. L'autore ha infatti pensato di usare questa volta una forma di canzone che possa raggiungere un pubblico più vasto. Il disco è sostenuto dalla produzione artistica di Daniele Sinigallia e di Laura Arzilli, e vanta tra i collaboratori Filippo Gatti, Matteo Chiarello, Fabio Patrignani e Vittorio Cosma. Il disco viene accompagnato da tre videoclip, Finora, Amici nel tempo e Il nostro fragile equilibrio, che vede la partecipazione di Andrea Rivera e Gigi Proietti. Nel 2007 ritorna al Concerto del Primo Maggio.
Nel 2008 produce il disco di cover di Luca Carboni Musiche ribelli, dove insieme i due reinterpretano alcune delle canzoni più significative del cantautorato italiano degli anni settanta, tra cui Ho visto anche degli zingari felici di Claudio Lolli e La casa di Hilde di Francesco De Gregori. Del 2012 è Planetario (musica per conferenze spaziali) dei DeProducers, realizzato insieme a Max Casacci, Gianni Maroccolo, Vittorio Cosma, Howie B, Dodo Nkishi e il conservatore del Planetario di Milano Fabio Peri. Nello stesso anno, insieme all'attore Valerio Mastandrea, scrive e canta per Marina Rei la canzone Che male c'è sul caso di Federico Aldrovandi, contenuta nel disco La conseguenza naturale dell'errore. Nel 2013, produce il disco Non erano fiori di Coez, artista rap dell'underground romano, pubblicato dalla Carosello.
Il 18 dicembre 2013 viene annunciata la sua partecipazione al Festival di Sanremo 2014 con i brani Prima di andare via, che supera l'eliminatoria, e Una rigenerazione, scritte e prodotte insieme a Filippo Gatti e contenute nel terzo disco Per tutti, pubblicato in concomitanza del Festival di Sanremo per la Sugar Music. Il 21 febbraio 2014 viene escluso dal Festival perché la canzone Prima di andare via era già stata eseguita in un evento di beneficenza. Il 1º maggio 2014 ritorna per la terza volta nella sua carriera al Concerto del Primo Maggio, dove presenta tre canzoni del suo ultimo disco Per tutti.
Riccardo Sinigallia con i deProducers ha realizzato due colonne sonore, La vita oscena di Renato De Maria e Italy in a Day di Gabriele Salvatores. Viene chiamato da Valerio Mastandrea per comporre la traccia dei titoli di coda di Non essere cattivo di Claudio Caligari, selezionato come film italiano per la candidatura agli Oscar 2015 e presentato al Festival del Cinema di Venezia, dove A cuor leggero ha vinto il premio Ho visto una canzone assegnato da Assomusica e successivamente è stata candidata come migliore canzone originale ai David di Donatello.
Nel 2016 è coautore di alcune tracce e produce il disco La fine dei vent'anni di Motta, disco vincitore del Premio Tenco 2016 nella sezione Opera prima. Nello stesso anno, è co-autore della canzone Amami amami, primo singolo del disco Le migliori di Mina e Celentano. Nel 2017 realizza Botanica con i DeProducers; il progetto si avvale, questa volta, della collaborazione del Prof. Stefano Mancuso, tra i più importanti ricercatori botanici internazionali. Nello stesso anno, realizza la colonna sonora del documentario televisivo I mille giorni di Mafia Capitale di Claudio Canepari. Nel 2018, il brano Prima di andare via viene incluso nella colonna sonora del film A casa tutti bene di Gabriele Muccino.
Nel maggio 2018 si esibisce a Musica da Bere dove viene premiato con la Targa alla Carriera.
Il 14 settembre 2018, il quarto disco di Riccardo Sinigallia Ciao cuore viene pubblicato dalla Sugar Music. Il disco viene anticipato il 31 agosto 2018 dal singolo della title track, che viene accompagnato da un videoclip con protagonista Valerio Mastandrea, per la regia di Daniele ‘Dandaddy’ Babbo. Durante la 16ª edizione di Alice nella città, sezione Panorama Italia, alla Festa del Cinema di Roma, viene presentato Backliner, film biografico su Riccardo Sinigallia, per la regia di Fabio Lovino.

## Vita privata
È fratello di Daniele Sinigallia, musicista e produttore artistico con cui collabora da sempre. È legato sentimentalmente alla bassista Laura Arzilli, ex componente dei Tiromancino, sua compagna di vita e sul palco, da cui ha avuto due figli, Manuel e Lori.

## Discografia

### Da solista

#### Album in studio
- 2003 – Riccardo Sinigallia
- 2006 – Incontri a metà strada
- 2014 – Per tutti
- 2018 – Ciao cuore

#### Singoli
- 2003 – Bellamore
- 2004 – Solo per te/Cadere
- 2006 – Finora
- 2006 – Amici nel tempo
- 2007 – Il nostro fragile equilibrio'
- 2014 – Prima di andare via
- 2014 – Una rigenerazione
- 2018 – Ciao cuore

### Con Sei Suoi Ex
- 1992 – Fino a dove inizia il mare
- 1992 – Paola non è un uomo
- 1993 – Cuccu bare

### Con La Comitiva
- 1999 – Medicina buona

### Con DeProducers
- 2012 – Planetario
- 2017 – Botanica
- 2019 – DNA

### Produzioni
- 1997 – Niccolò Fabi – Il giardiniere (produttore)
- 1998 – Max Gazzè – La favola di Adamo ed Eva (arrangiatore e produttore Vento d'estate, Cara Valentina, L'amore pensato, coautore Vento d'estate, L'amore pensato)
- 1998 – Niccolò Fabi – Niccolò Fabi (co-produttore)
- 1999 – La Comitiva – Medicina buona (co-produttore)
- 2000 – Tiromancino – La descrizione di un attimo (produttore, coautore musiche e testi)
- 2003 – Filippo Gatti – Tutto sta per cambiare (produttore)
- 2009 – Luca Carboni – Musiche ribelli (co-produttore)
- 2012 – Francesco Zampaglione – Un uomo e... (missaggio)
- 2013 – Coez – Non erano fiori (produttore)
- 2016 – Motta – La fine dei vent'anni (produttore)
- 2025 – Brunori Sas – L'albero delle noci (produttore)

### Collaborazioni
- 1992 – Roberto Esposito – Se hai (coautore)
- 1997 – Frankie hi-nrg mc – La morte dei miracoli (voce in Quelli che benpensano)
- 2003 – Filippo Gatti – Tutto sta per cambiare (voce in Requiem per i grandi numeri)
- 2005 – Marina Rei – Colpisci (coautore di Fammi entrare)
- 2008 – 24 Grana – Ghostwriters (voce in Avere una vita davanti)
- 2008 – Costanza – Sonic Diary (voce in I tuoi occhi sono pieni di sale)
- 2012 – Marina Rei – La conseguenza naturale dell'errore (coautore e voce in Che male c'è)
- 2012 – Francesco Zampaglione – Un uomo e... (autore testo di Al campo nomadi)
- 2016 – Mina e Celentano – Le migliori (coautore testo di Amami amami)
- 2023 – Beatrice Zerbini –  Sbagliata, Sugar Music, Milano (autore musiche)
- 2023 – Beatrice Zerbini –  Sei tu, Sugar Music, Milano (autore musiche)
- 2023 – Checco Curci –  Anche solo per un saluto, Dischi Uappissimi/Nonsense (supervisione artistica)

### Colonne sonore
- Paz!, regia di Renato De Maria (2002)
- Doppio agguato, mini serie Tv, regia di Renato De Maria (2003)
- Amatemi, regia di Renato De Maria (2005)
- La vita oscena, regia di Renato De Maria (2014)
- Italy in a Day - Un giorno da italiani, docu-film, regia di Gabriele Salvatores (2014)
- Lo spietato, regia di Renato De Maria (2019)
- Magari, regia di Ginevra Elkann (2019)
- Maledetta primavera, regia di Elisa Amoruso (2020)
- Te l'avevo detto, regia di Ginevra Elkann (2023)

## Videografia
- 1997 - Frankie hi-nrg mc - Quelli che ben pensano
- 1998 - Frankie hi-nrg mc - Autodafè
- 2000 - Tiromancino - Strade
- 2000 - Tiromancino - La descrizione di un attimo
- 2000 - Tiromancino - Due destini
- 2000 - Tiromancino - Muovo le ali di nuovo
- 2001 - Flaminio Maphia - Bada
- 2003 - Riccardo Sinigallia - Io sono Dio
- 2003 - Riccardo Sinigallia - Bellamore
- 2003 - Riccardo Sinigallia - Cadere
- 2003 - Riccardo Sinigallia - Solo per te
- 2006 - Riccardo Sinigallia - Finora
- 2006 - Riccardo Sinigallia - Amici nel tempo
- 2006 - Riccardo Sinigallia - Il nostro fragile equilibrio
- 2008 - 24 Grana - Avere una vita davanti
- 2009 - Luca Carboni - Ho visto anche degli zingari felici
- 2014 - Riccardo Sinigallia - Prima di andare via
- 2016 - Motta - Prima o poi ci passerà
- 2018 - Riccardo Sinigallia - Ciao cuore

## Formazioni
- 1992-1993 Sei Suoi Ex (Emanuele Brignola, Niccolò Fabi, Costantino Ladisa, David Nerattini, Aidan Zammit, Francesco Zampaglione)
- 1999-2000 La Comitiva (DJ Stile, David Nerattini, Francesco Zampaglione, Ice One, Riccardo Sinigallia)
- 2000-2001 Tiromancino (Laura Arzilli, Federico Zampaglione, Francesco Zampaglione, Riccardo Sinigallia)
- 2011-2019 DeProducers (Max Casacci, Vittorio Cosma, Gianni Maroccolo, Riccardo Sinigallia)

## Premi
- 1997 - Niccolò Fabi - Capelli, Premio della Critica, Festival di Sanremo
- 1998 - Niccolò Fabi - Lasciarsi un giorno a Roma, Premio della Critica, Festival di Sanremo
- 2000 - Tiromancino & Riccardo Sinigallia - Strade, secondo posto, sezione Giovani, Festival di Sanremo
- 2015 - Riccardo Sinigallia - A cuor leggero, Premio Ho visto una canzone, Assomusica, 72ª Mostra internazionale d'arte cinematografica di Venezia
- 2025 - Brunori Sas - L'albero delle noci, terzo posto e premio "Sergio Bardotti" per il miglior testo, Festival di Sanremo

## Filmografia
- 2018 - Backliner (film biografico su Riccardo Sinigallia, regia di Fabio Lovino)

## Festival di Sanremo
| Anno e Categoria | Brani                                   | Interprete                        | Ruolo                                  |
| ---------------- | --------------------------------------- | --------------------------------- | -------------------------------------- |
| 1997 - Giovani   | Capelli                                 | Niccolò Fabi                      | coautore e produttore                  |
| 1998 - Giovani   | Lasciarsi un giorno a Roma              | Niccolò Fabi                      | coautore e produttore                  |
| 2000 - Giovani   | Strade                                  | Tiromancino e Riccardo Sinigallia | co-interprete, coautore e produttore   |
| 2005 - Campioni  | Fammi entrare                           | Marina Rei                        | coautore ed ospite nella serata duetti |
| 2014 - Campioni  | Prima di andare via / Una rigenerazione | Riccardo Sinigallia               | interprete                             |